# Bük
Bük (németül: Wichs) város Vas vármegyében, a Kőszegi járásban. Hozzátartozik Bükfürdő. Kereskedelmi szálláshelyeken eltöltött vendégéjszakák tekintetében Magyarország negyedik legnépszerűbb települése.

## Fekvése
Szombathelytől 27 kilométerre északkeletre, az Alpokalja és a Kisalföld találkozásánál a Répce-folyó síkságán fekszik.
Északi és déli irányból is a nyugati szomszédságában fekvő Csepreghez tartozó külterületek határolják; azt leszámítva csak három további települési szomszédja van: északkelet felől Lócs, kelet felől Bő, délkelet felől pedig Gór.
A város keleti határában található a Bük–Bő–Gór-víztározó.

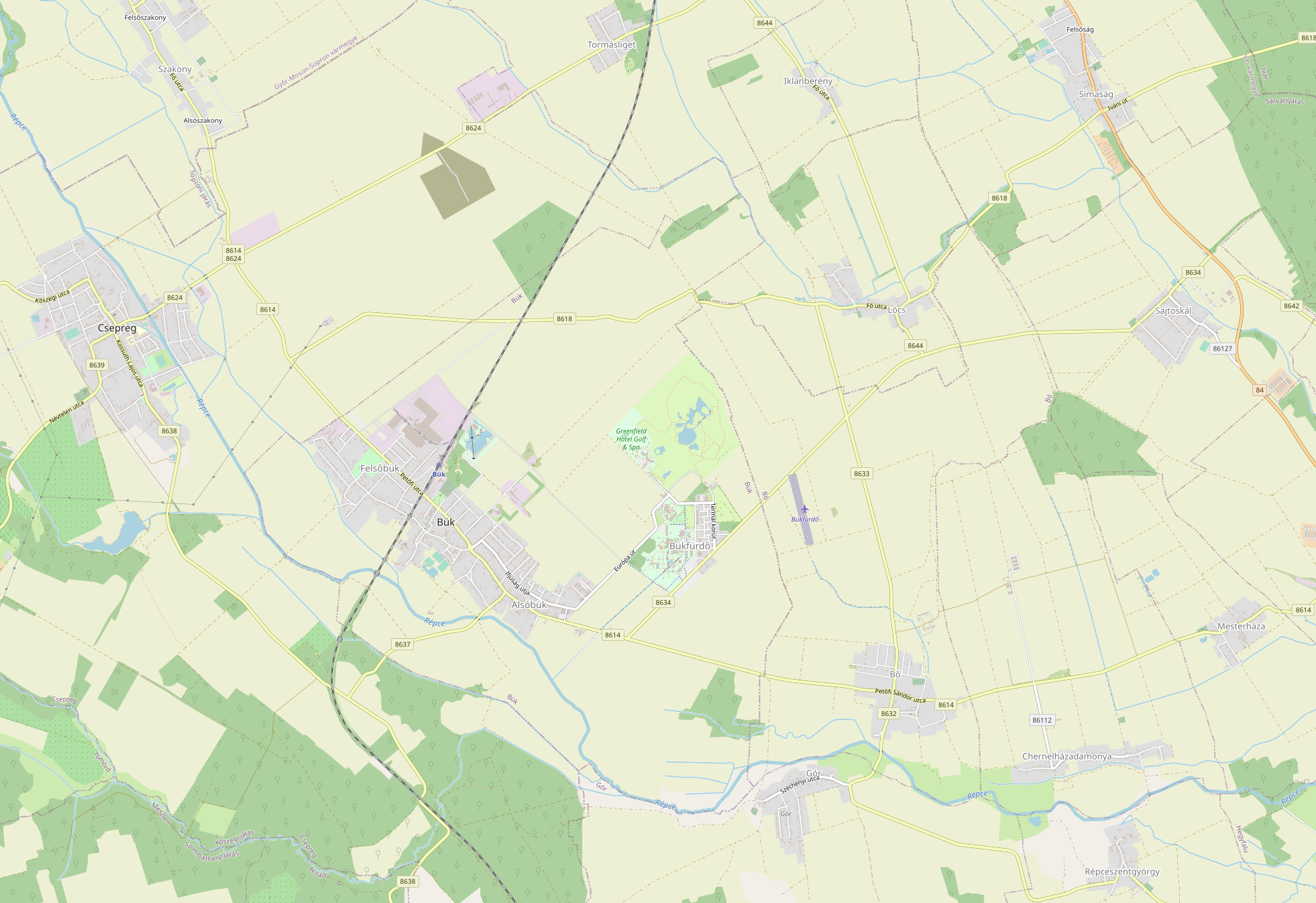
Bük környékének térképe

### Megközelítése
A településen végighalad, annak főutcájaként, kelet-nyugati irányban a Ciráktól Zsiráig húzódó 8614-es út, ez a legfontosabb közúti elérési útvonala. Sajtoskál és a 84-es főút felől a 8634-es, déli irányból a 8637-es úton érhető el, északi határrészeit átszeli még a 8618-as út is.
A hazai vasútvonalak közül a Sopron–Szombathely-vasútvonal érinti, melynek egy megállási pontja van itt. Bük vasútállomás Felsőbük és Középbük településrészek között, előbbi északkeleti széle közelében létesült, közúti elérését a 8614-es útból kiágazó 86 322-es számú mellékút teszi lehetővé.

## Története
A települést 1265-ben Byk néven említik először, egy határbejáró okiratban, de temploma a kutatás szerint már a 12. században állt, tehát sokkal régebbi alapítású. 1331-ben Byk, 1427-ben Poss. Wynczlofalwa, 1438-ban Poss. Vinczlofaluabyk illetve Vynczlofalua, 1461-ben Poss. Vinchefalwa Byk néven említik. "A régi Vinczlófalva-Bik, Vinczefalva-Bik vagyis Vinczlófalva a mai Felső-Büknek felel meg. Ezenkívül valamelyik Bik(k) vagy Bükk Mankófalva-Bik(k) nevet is viselt, birtokosáról a Mankó családról. E rész 1469-ben (a család egyik tagjának nevében) Mankofalwabyk alakban is előfordul." A 15. században már három Bik (Alsó-Bük, Mankó-Bük és Felsö-Bük) nevű falu is létezett egymás mellett. Legnagyobb birtokosa ekkor a Büki család volt. A 16. század derekán került Alsóbük a gróf Cseszneky család tulajdonába. A későbbi századok során a Mankóbüki Horváth, Mankóbüki Balogh és a Felsőbüki Nagy család emelkedett ki leginkább az itteni nemes családok közül. A reformkor egyik legnevesebb országgyűlési szónoka Felsőbüki Nagy Pál volt. Az 1825-ös országgyűlésen elmondott nagy hatású beszédének hatására jött létre Széchenyi István kezdeményezésére a Magyar Tudományos Akadémia, melynek ő is tagja lett.
Vályi András szerint "Alsó, felső, közép Bükk, három egy máshoz közel lévő faluk Sopron Vármegyében, földes Urai több Uraságok, lakosai katolikusok, nevezetes vagyonnyaihoz, ’s jó termésbéli tulajdonságaihoz képest, első Osztálybéliek."
Fényes Elek szerint "Alsó-, Felső- és Közép-Bükk, 3 összeolvadt magyar falu, Sopron vgyében, a Répcze vize mellett, Csepreghez 1/2, Sopronhoz délre 4 3/4 mfd., 800 kath., 700 evang., 20 zsidó lak., kath. és evang. anyatemplommokkal, sok csinos uri lakkal. Határa róna és igen termékeny; rétjei különösen kövérek. Kiterjedése 5420 hold, mellyből 2702 hold szántóföld, 1464 h. rét, 237 h. erdő, 677 h. legelő, 192 h. belsőség, 148 h. utak. Lakhelye volt Nagy Pál hires magyar országgyülési követnek, ki a magyar nyelv, s a nép jogai mellett legelső s leghathatósb szónok volt, az 1825, 1830, 1832/36-ki országgyüléseken. Birtokosok: Jankovich Izidor, gr. Pejachevich, Horváth. Bersenyi, Nagy, Radó, s más számos nemesek." 
A település életében nagy változást hozott a vasútvonal kiépülése 1865-ben. Ennek köszönhető, hogy 1869-ben megindult a termelés a cukorgyárban is. 1902-ben a három Bük nevű falu, Alsó-, Közép- és Felsőbük Bük néven egyesült.
1910-ben Büknek 2965 lakosa volt, akik közül 2855 magyar volt.
Sopron vármegye Csepregi járásához tartozott.
1917-ben nagy csapás érte a települést a cukorgyár leégésével, melyet már nem építettek újjá. Ennek is köszönhető, hogy ezután tömeges elvándorlás kezdődött a községből. A villanyt 1946-ban vezették be, majd gépállomás és termelőszövetkezet alakult a még mindig jelentéktelen településen. Az 1950-es megyerendezés során Büköt a korábbi Csepregi járás több településével együtt Vas megyéhez csatolták.
Bük 2007. július 1-jei hatállyal városi címet kapott. 2012-ig a Csepregi kistérség része volt.

## Közélete

### Polgármesterei
- 1990–1994: Dr. Szele Ferenc (független)[7]
- 1994–1998: Dr. Szele Ferenc (független)[8]
- 1998–2002: Horváth Lajos (független)[9]
- 2002–2006: Horváth Lajos (független)[10]
- 2006–2010: Horváth Lajos (független)[11]
- 2010–2014: Dr. Németh Sándor (független)[12]
- 2014–2019: Dr. Németh Sándor (független)[13]
- 2019–2024: Dr. Németh Sándor (független)[14]
- 2024– : Dr. Németh Sándor (független)[1]

## Népesség
A település népességének változása:
| Lakosok száma | 3454 | 3470 | 3544 | 3731 | 3520 | 3803 | 4099 |
|               | 2013 | 2014 | 2015 | 2021 | 2022 | 2023 | 2024 |

A 2011-es népszámlálás során a lakosok 80,4%-a magyarnak, 3,5% németnek, 2,4% cigánynak, 0,8% horvátnak, 0,2% románnak mondta magát (18,9% nem nyilatkozott; a kettős identitások miatt a végösszeg nagyobb lehet 100%-nál). A vallási megoszlás a következő volt: római katolikus 51,7%, református 1,5%, evangélikus 10,6%, görögkatolikus 0,2%, felekezet nélküli 7,1% (27,8% nem nyilatkozott).
2022-ben a lakosság 87,6%-a vallotta magát magyarnak, 3,4% németnek, 1,4% horvátnak, 1,3% cigánynak, 0,5% ukránnak, 0,3% románnak, 0,2% bolgárnak, 0,2% szerbnek, 0,1-0,1% ruszinnak, szlovénnek, lengyelnek, örménynek és szlováknak, 2,6% egyéb, nem hazai nemzetiségűnek (11,2% nem nyilatkozott; a kettős identitások miatt a végösszeg nagyobb lehet 100%-nál). Vallásuk szerint 44% volt római katolikus, 10,3% evangélikus, 2,5% református, 0,3% görög katolikus, 0,1% ortodox, 0,5% egyéb keresztény, 1,5% egyéb katolikus, 5,9% felekezeten kívüli (34,8% nem válaszolt).

## Közlekedés
Vonattal elérhető a Sopron–Szombathely-vasútvonalon. Kiépített kerékpárutak kötik össze Csepreggel, Locsmánddal és Zsirával, illetve Bővel.
A vasútállomás és a fürdő közt közlekedik Bük autóbuszjárata.

## Turizmus
Kereskedelmi és magánszálláshelyeken eltöltött vendégéjszakák tekintetében 803 ezer vendégéjszakával (2015) Magyarország negyedik legnépszerűbb település; legnagyobb küldőpiacai Németország, Csehország és Ausztria .

### Büki Gyógyfürdő
1957 őszén határában kőolajat kerestek, de a várakozással szemben a fúrások meleg vizet hoztak a felszínre. A község felismerve a felfedezés jelentőségét a melegvízkútra 1962-ben fürdőt épített. A fürdő a következő években fokozatosan épült ki, de sokáig csak egy medencével üzemelt. Vizét 1965-ben hivatalosan is gyógyvízzé nyilvánították. A fedett fürdő 1972-ben nyílt meg, ezzel alkalmas lett az egész évi gyógyüdülésre is. Az 1970-es évek során nemzetközi hírű fürdővé épült ki. 1973-ban gyógyfürdővé, 1979-ben országos jelentőségű gyógyhellyé nyilvánították. A lakosság fogyása előbb megállt, majd dinamikus növekedésnek indult. A fürdő körül kempingek, szállodák, üzletek, panziók, vendéglők sokasága épült fel. 1992-ben megnyílt a rekreációs park is. Ma a fürdő az ország második legnagyobb gyógyfürdője. Területe 14 hektár, 26 medencével (ebből 11 fedett), 5 ezer négyzetméter vízfelülettel rendelkezik. A település egyre inkább üdülővárossá nőtte ki magát. Lakói megélhetésében ma már jelentős szerepet játszik az idegenforgalom.

### Látnivalók
- Bükfürdő (Büki Gyógyfürdő) ld. fent. A Bükfürdői I-es számú kútból 1282 m mélyből tör fel a gyógyvíz. Kalcium-, magnézium- és hidrogén-karbonátos termálvíz.
- Szent Kelemen tiszteletére szentelt római katolikus temploma a 13. században épült, 1408-ban gótikus stílusban építették át. Tornyát 1658-ban építették. 1732 és 1757 között az egész épületet barokk stílusban építették át. falfestményei részben a középkorból, részben a 16. századból származnak. A mellette álló Mária-oszlop 18. századi.
- Evangélikus temploma 1785-ben torony nélkül épült. Tornyát 1826-ban építették. Oltára, szószéke 18. századi.
- A Szapáry-kastély 16. századi eredetű, melyet 1699-ben Felsőbüki Nagy István barokk stílusban építtetett át. Belső díszítéseit olasz mesterek készítették. 2007-ben magántulajdonba került, családi otthonként használják, magas fallal el van zárva a külvilágtól, nem látogatható.
- A Felsőbüki-kúriát 1790 körül Felsőbüki Nagy Pál építtette, eredetileg copf stílusban. 1880 körül eklektikus stílusban alakították át.
- 2013 nyarán készült el a Répce-mente élővilágát bemutató interaktív tanösvény. Kiindulópontja a Széchenyi utcában található, hossza kb. 150 m, a térség különböző élőhelytípusait mutatja be játékos formában.

## Kultúra
A város legjelentősebb művészeti csoportjai:
- Bíborka és Keltike Népdalkör
- Répcementi Férfikar
- Büki Triola Mazsorett Csoport
- Clemens Madrigálkórus
- Pannon Cigányzenekar
- Főnix Tánccsoport

A településen művelődési- és sportközpont működik.
Legnagyobb oktatási intézménye a Felsőbüki Nagy Pál Általános Iskola és Vendéglátóipari Szakiskola

## Sport
A Büki TK sportegyesület asztalitenisz, kézilabda, kosárlabda, labdarúgó és sakk szakosztályokkal rendelkezik.
Büki Régiós Utánpótlás Futball Klub (BRUFK)

## Híres emberek
- Alsóbükön volt földbirtokos a 16. században Cseszneky György gróf, tatai és győri kapitány, mecénás.
- Itt élt Felsőbüki Nagy Pál (1777-1857) politikus, országgyűlési képviselő, az MTA tagja, a reformkor egyik legnagyobb hatású szónoka; sírja a katolikus templom előtt található.
- Alsóbükön született dr. Gyurátz Ferenc (1841–1925) evangélikus püspök, író, közéleti személyiség.
- Bük községben született szentgyörgyvölgyi Nemess Sándor (1851–1920) plébános, 1916-tól soproni kanonok.
- Bükön élt és itt is halt meg Horváth Tibor (1896–1981) körorvos, a település posztumusz díszpolgára.
- Itt élt és működött Bernáth Lajos (1919–1996) vasúti állomásfőnök, közéleti személyiség, akinek emlékét a Bük–Bő közti, megszüntetett vasúti vonalszakaszon létrehozott sétány neve is őrzi.

## Képgaléria

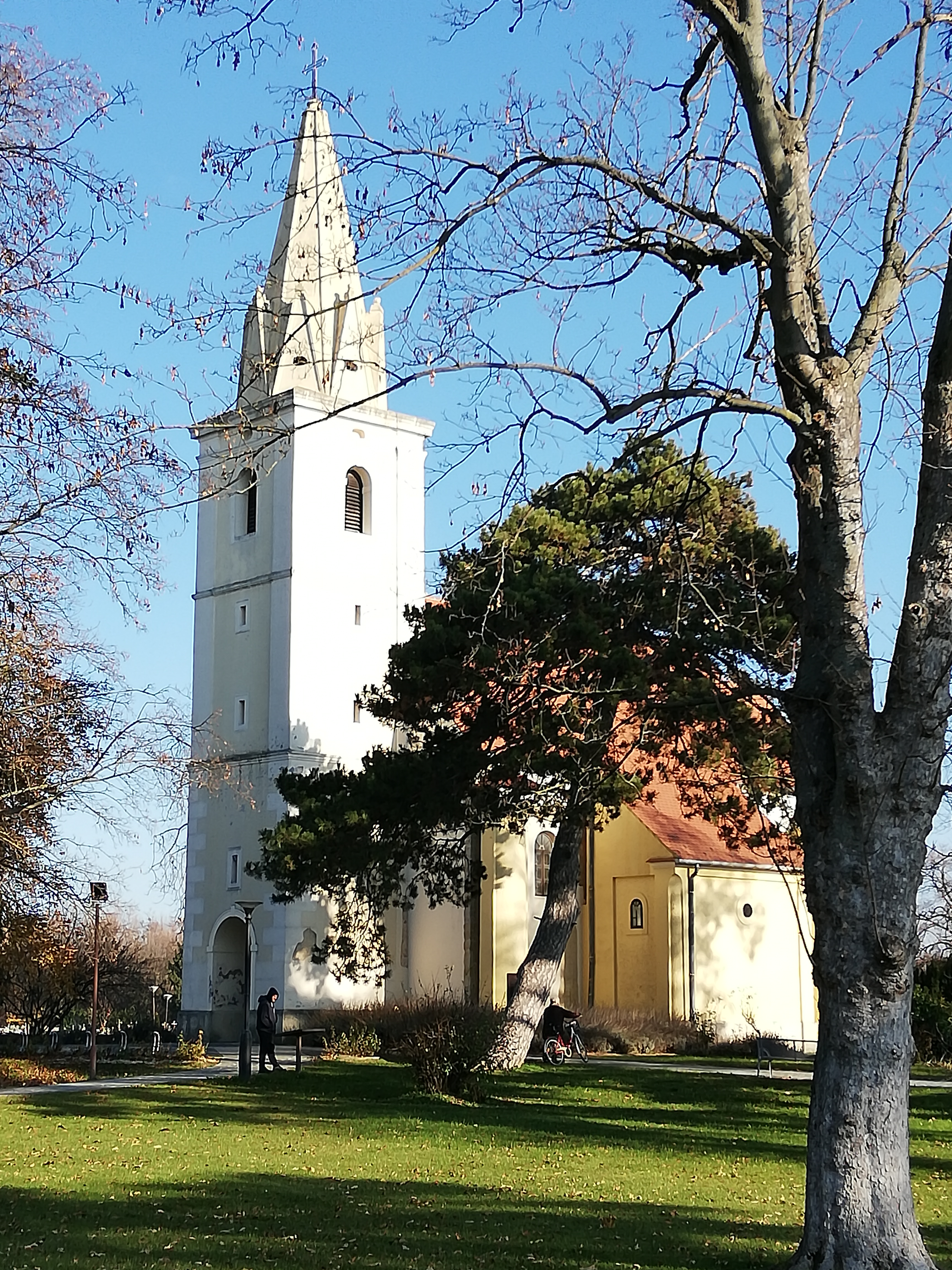
Bük katolikus temploma
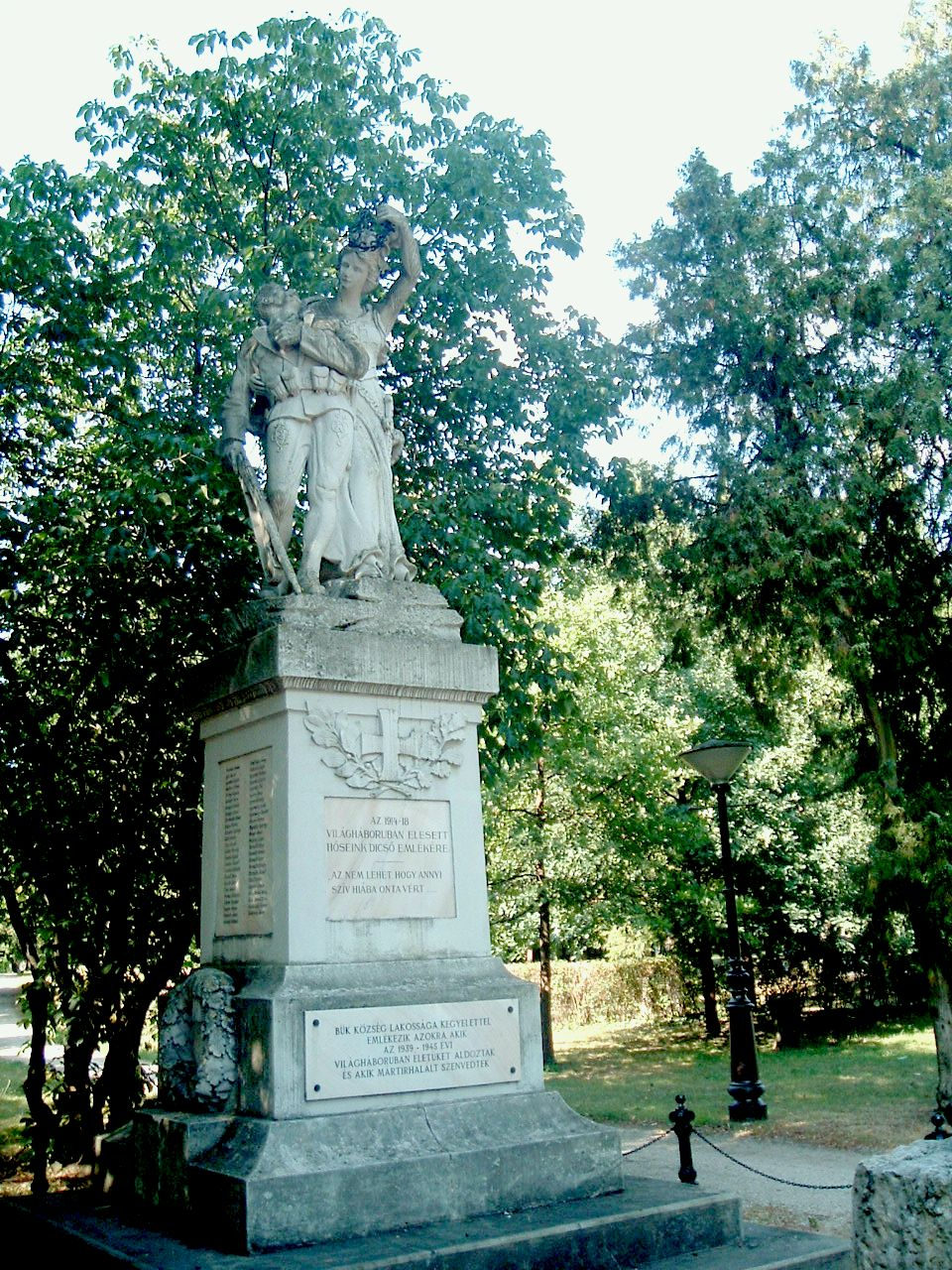
Az I. világháborús hősi emlékmű
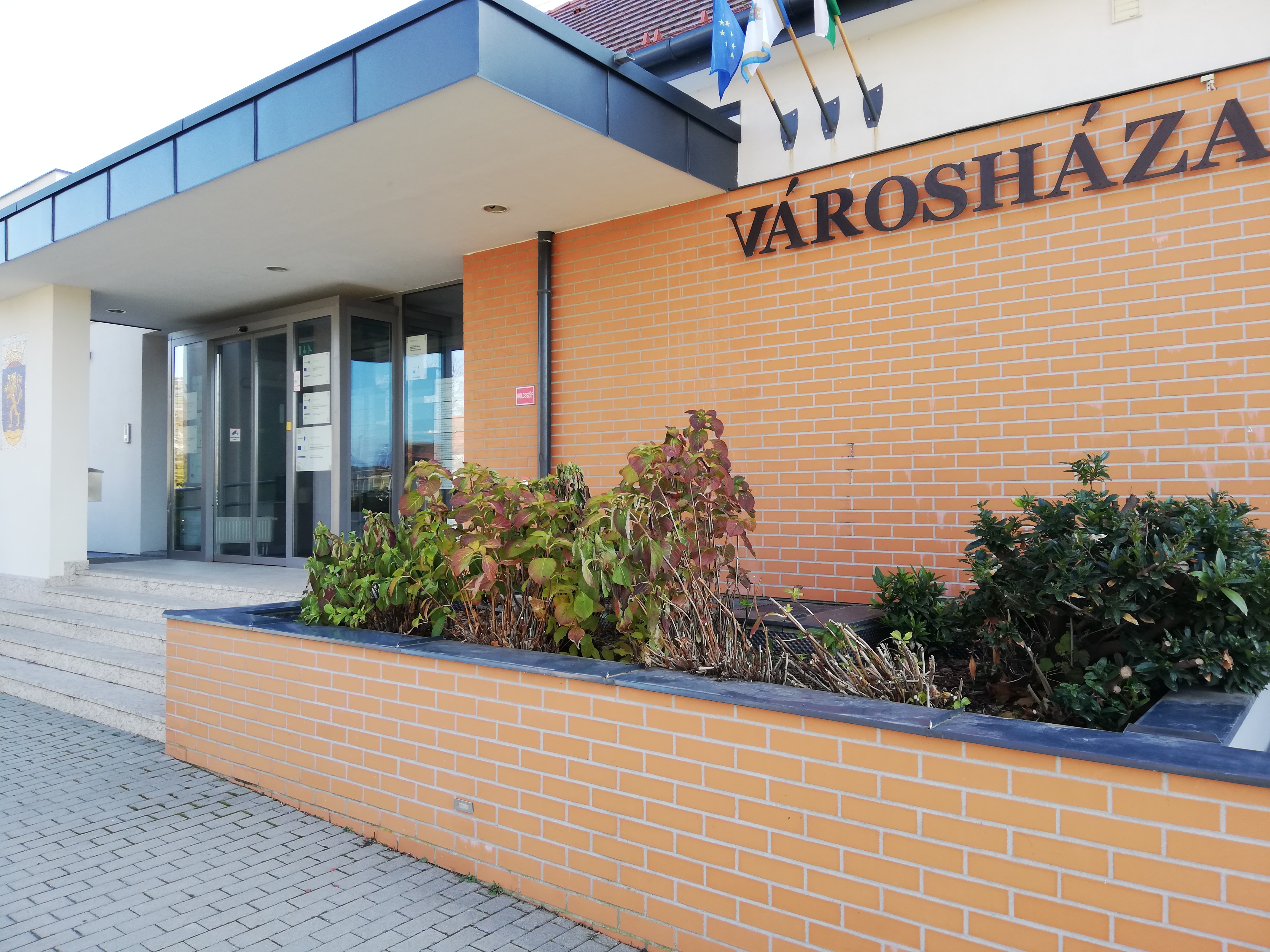
A városháza
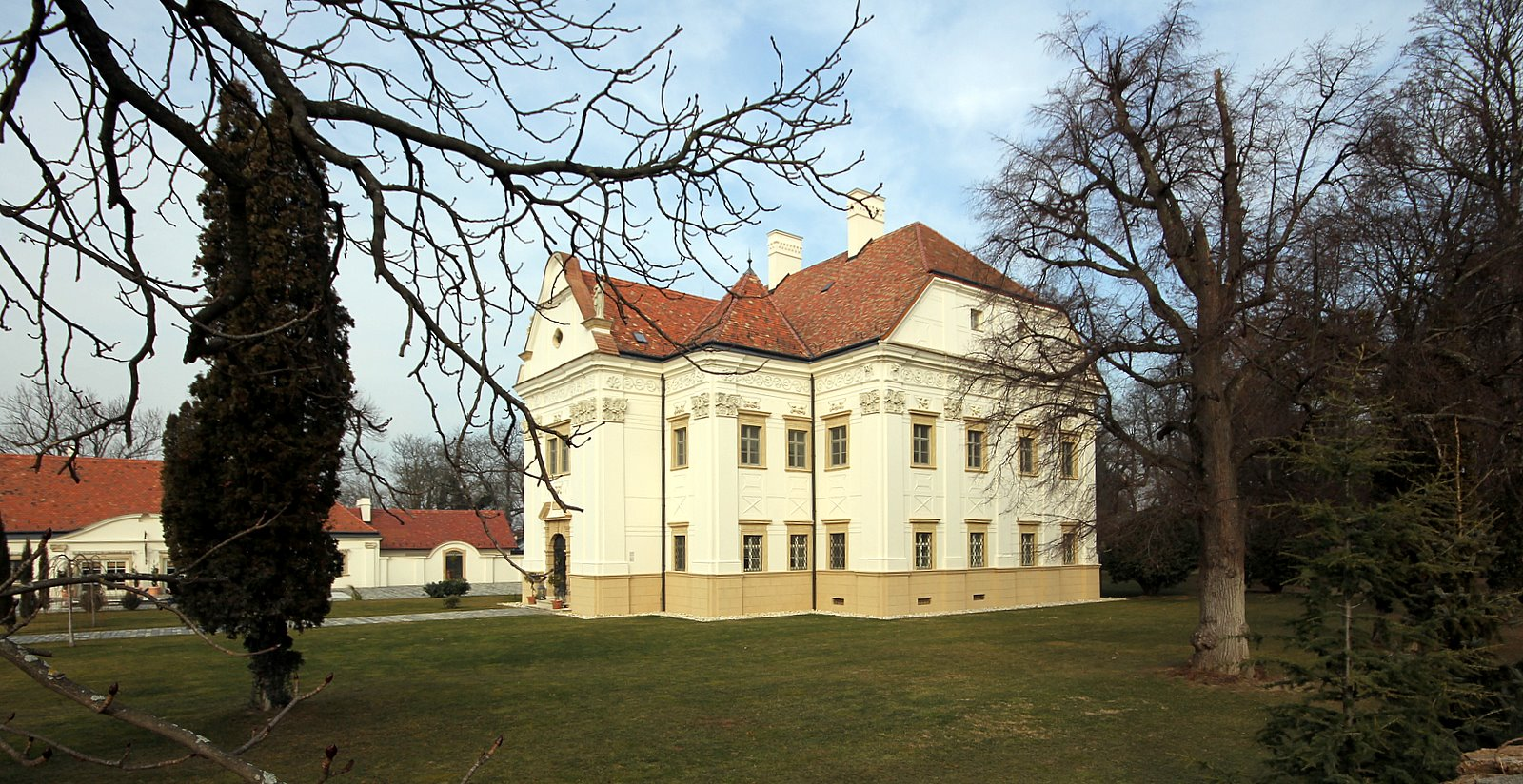
A Szapáry-kastély
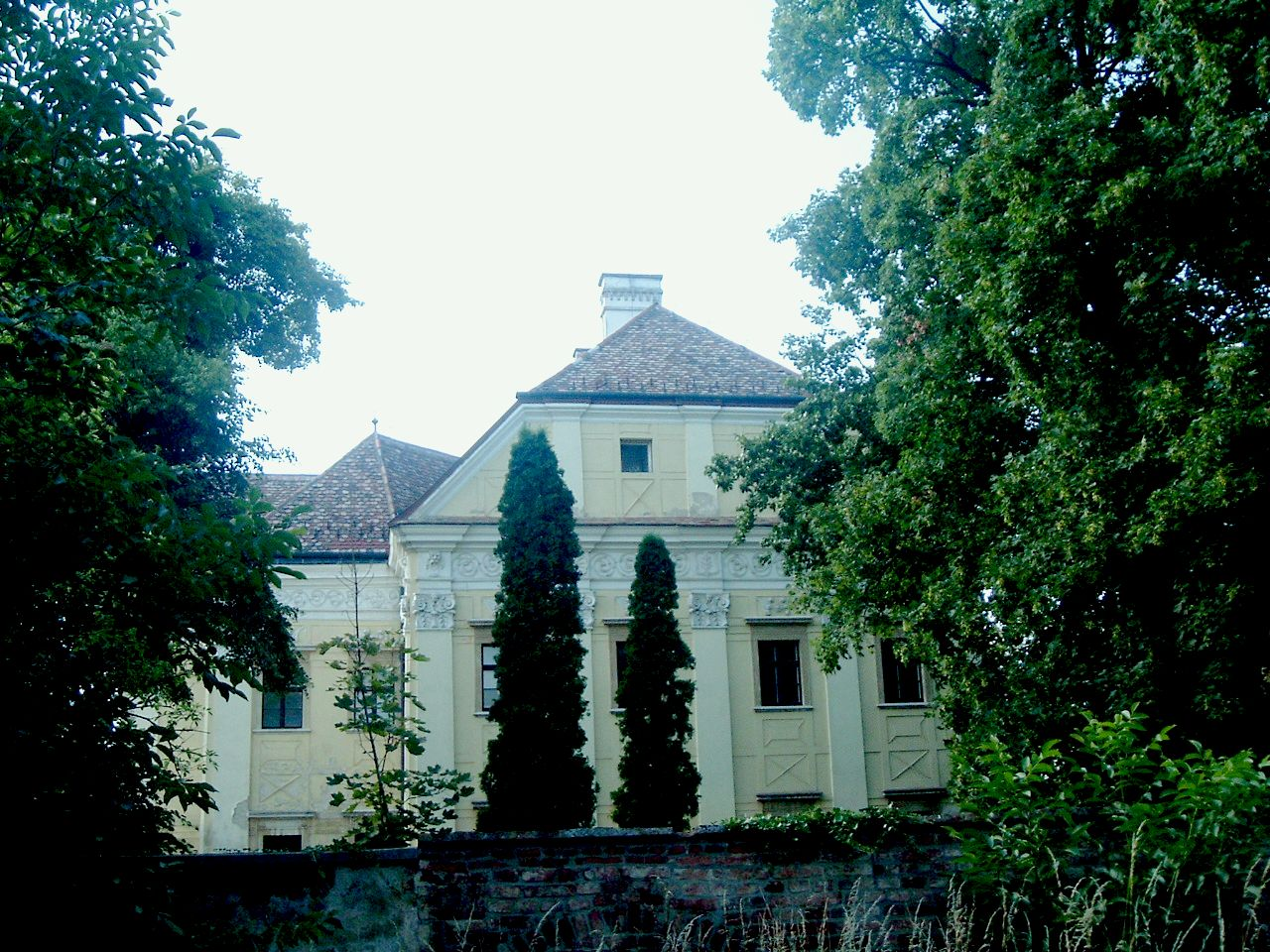
A Szapáry-kastély
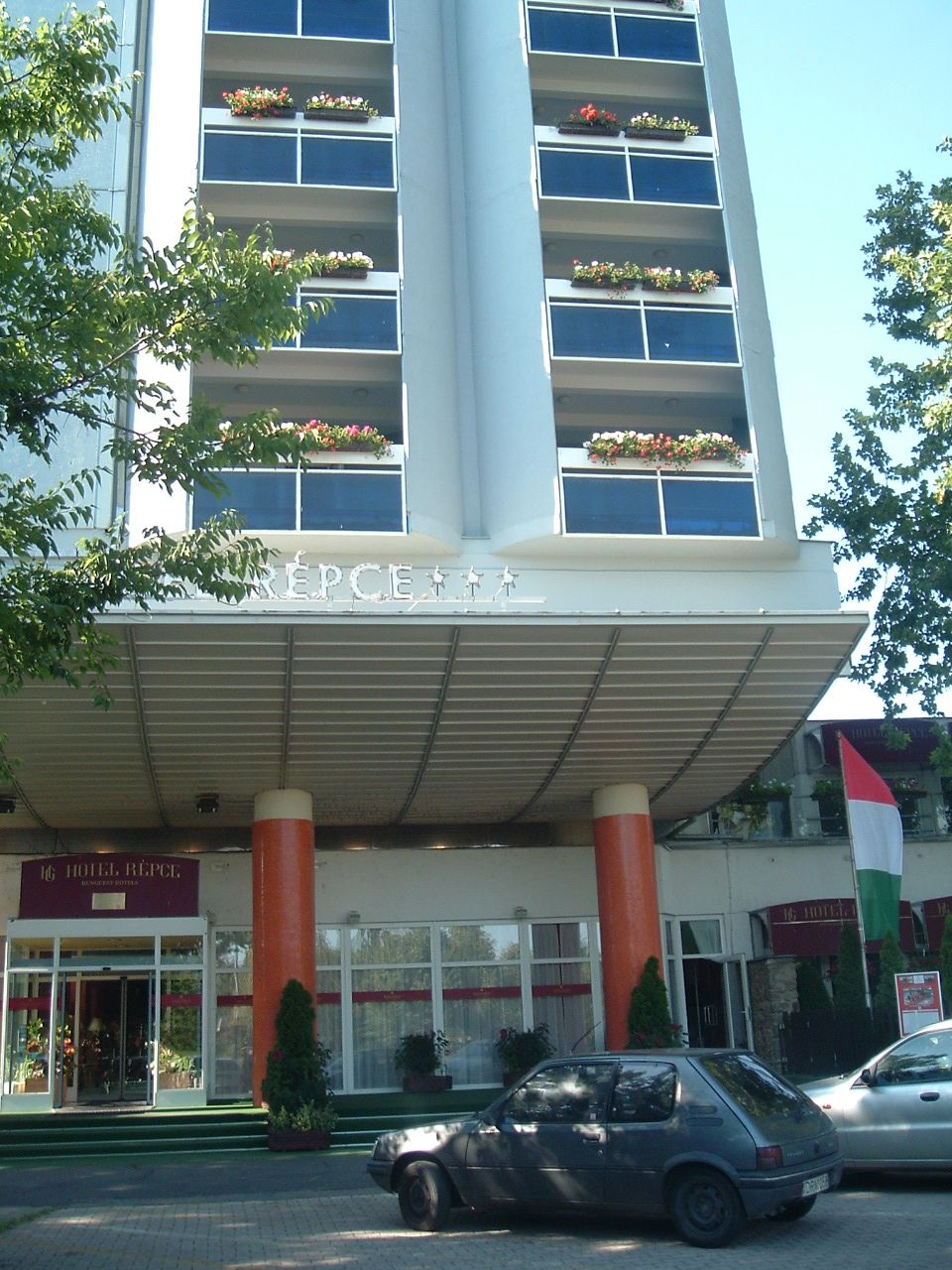
A Répce szálló
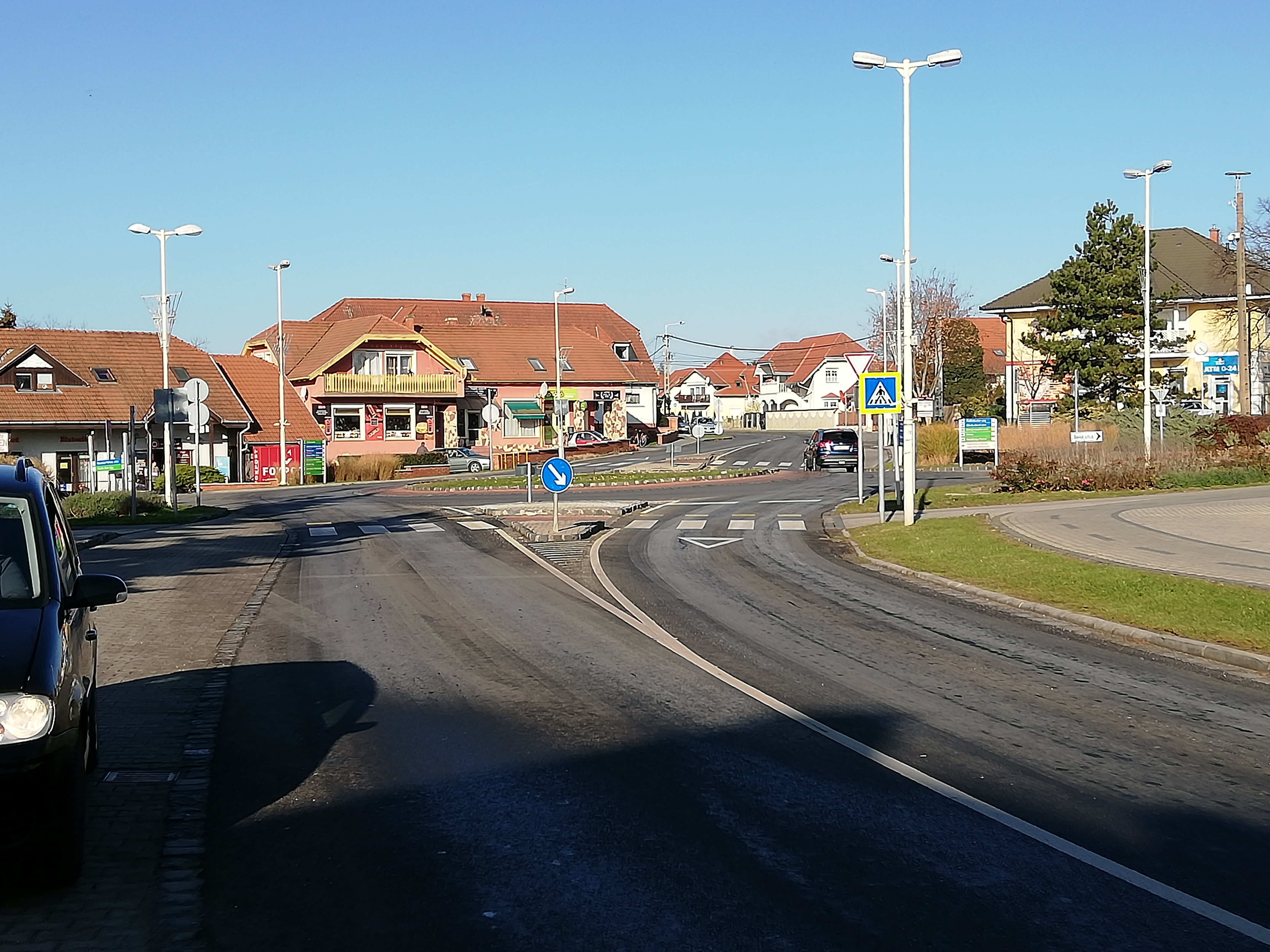
A 8614-es út körforgalmú csomópontja Bük központjában
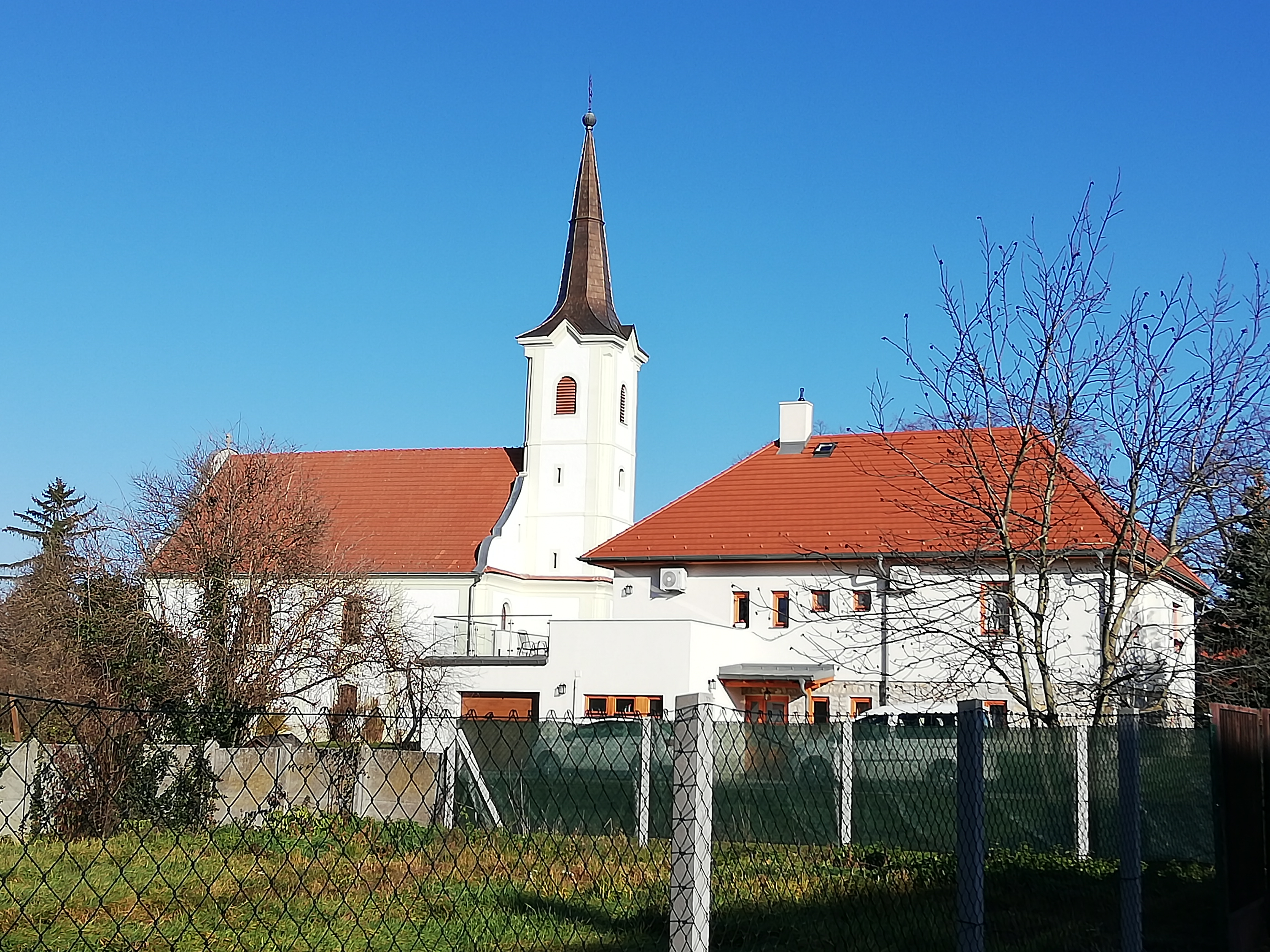
Bük, az evangélikus templom és a lelkészi hivatal épületegyüttese
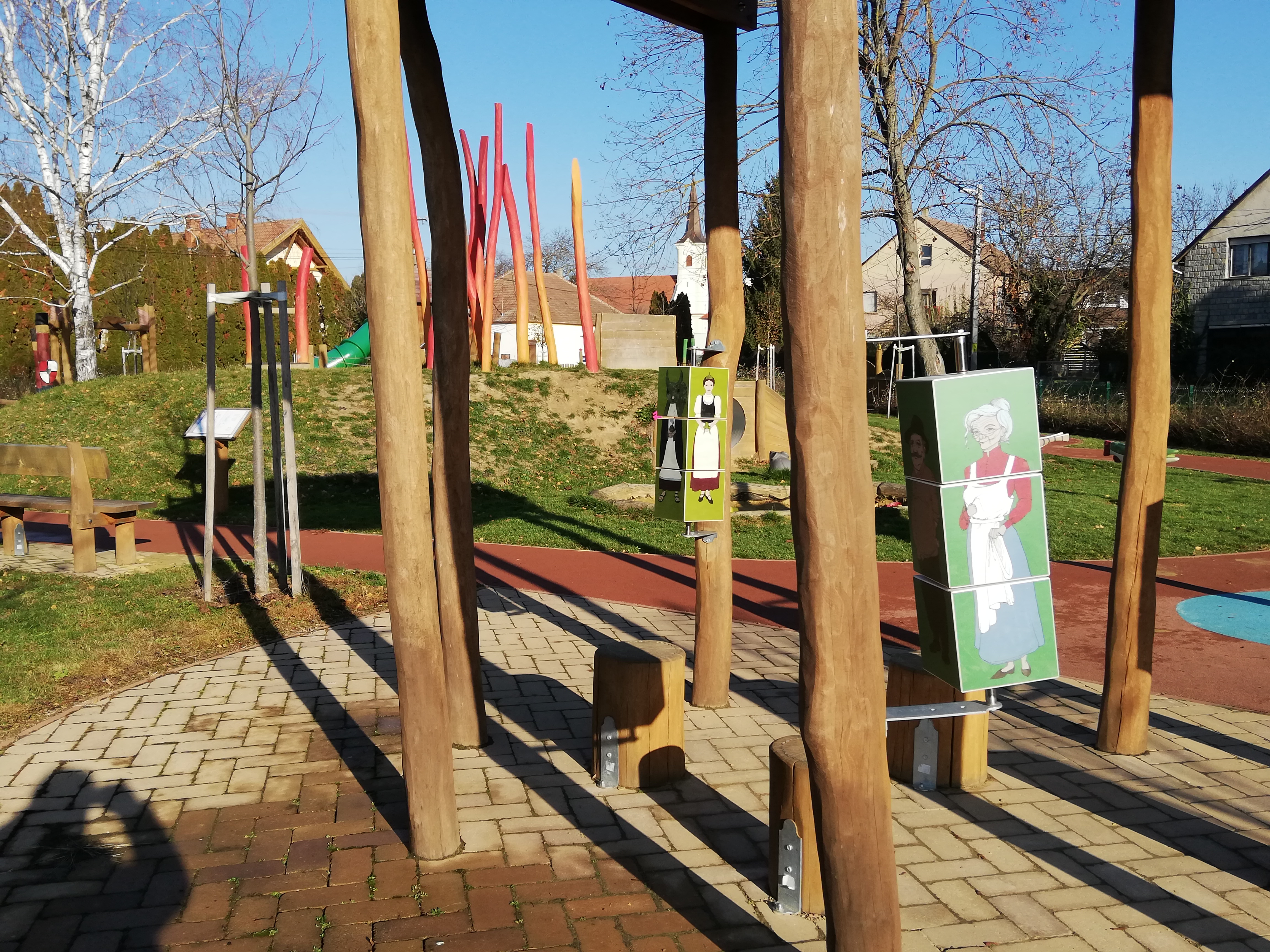
Bük, Répce mente mesejátszótér
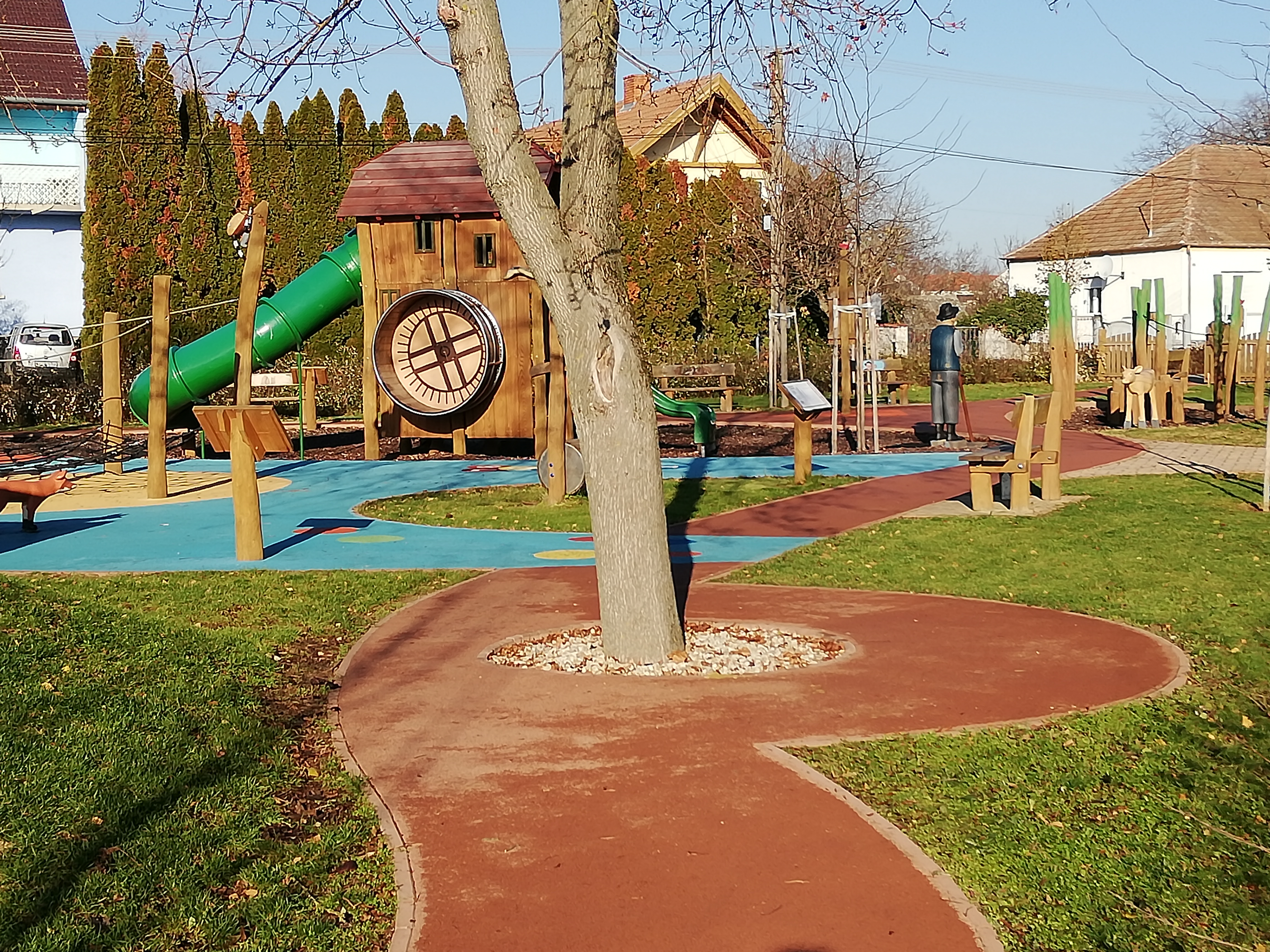
Bük, Répce mente mesejátszótér
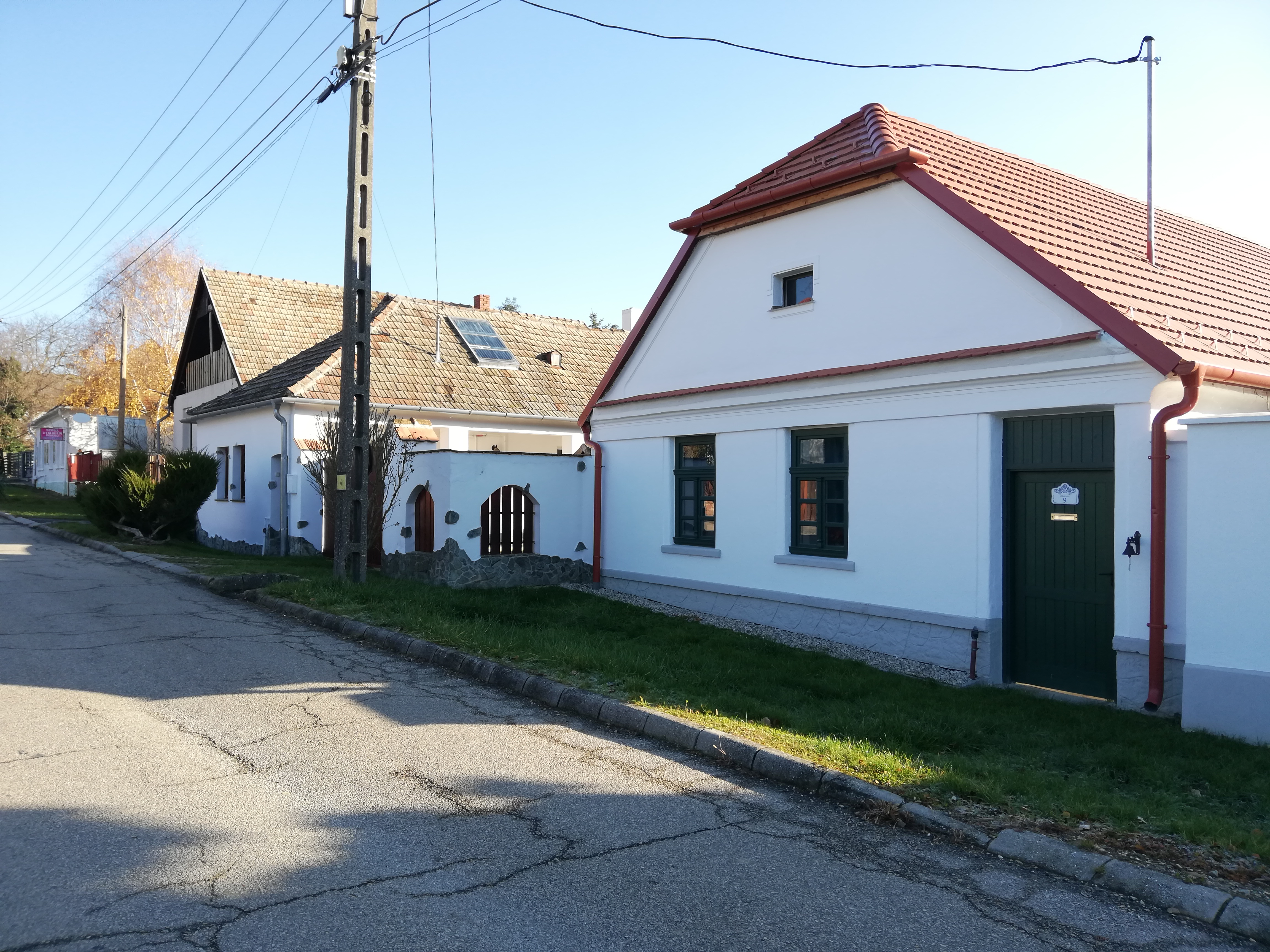
Bük, szépen felújított népi lakóház
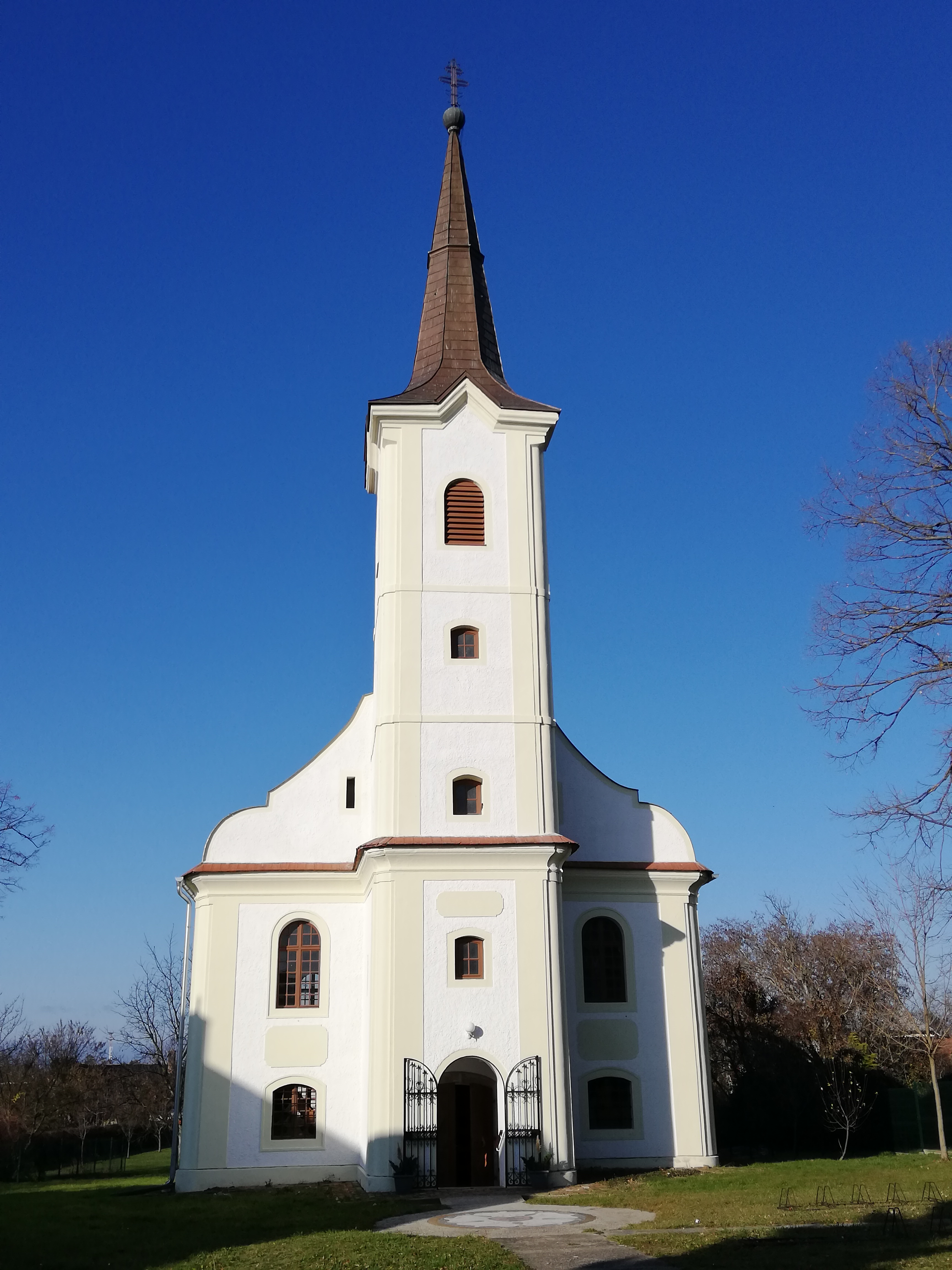
Bük evangélikus temploma
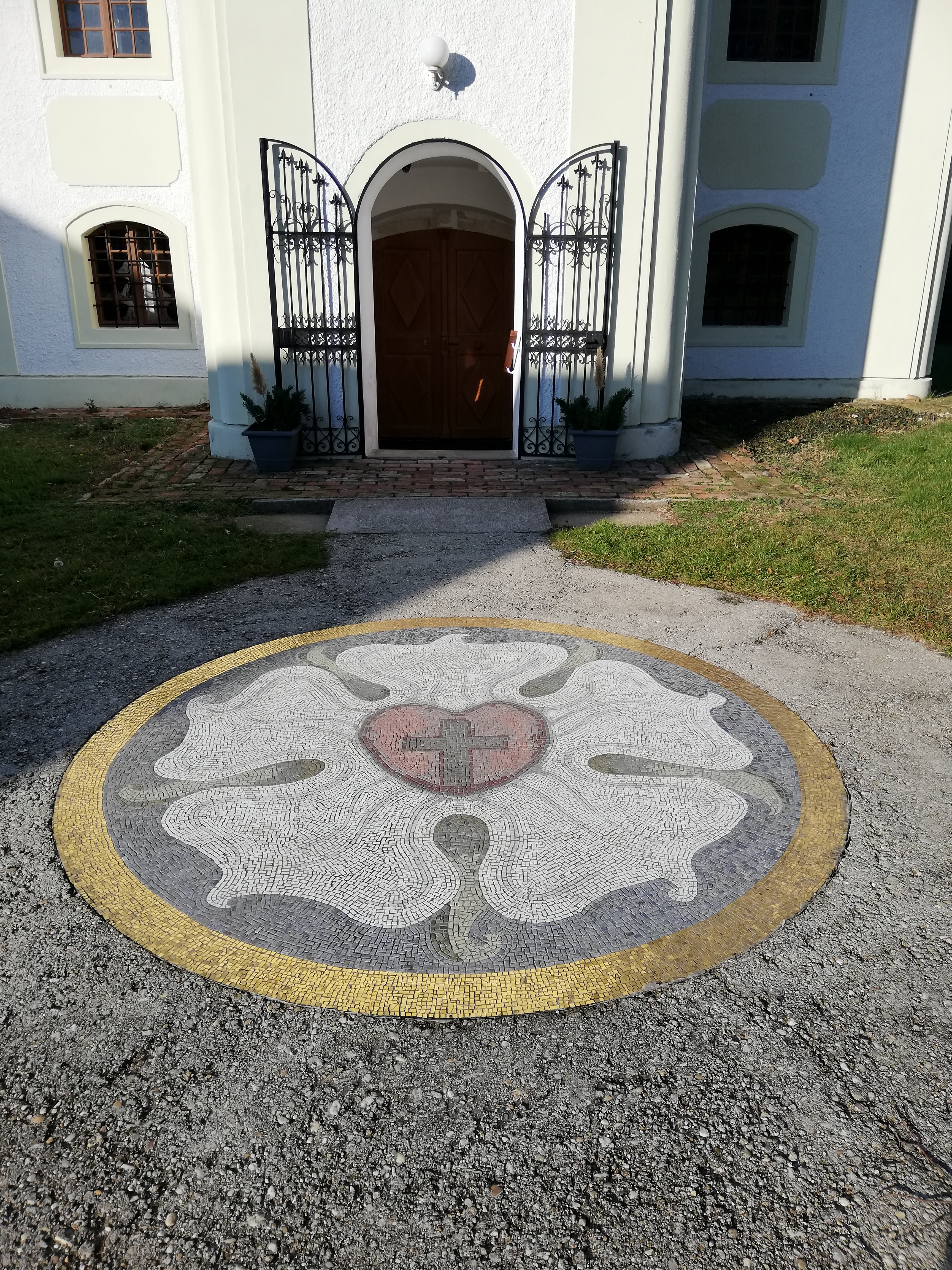
Mozaik a büki evangélikus templom bejáratánál
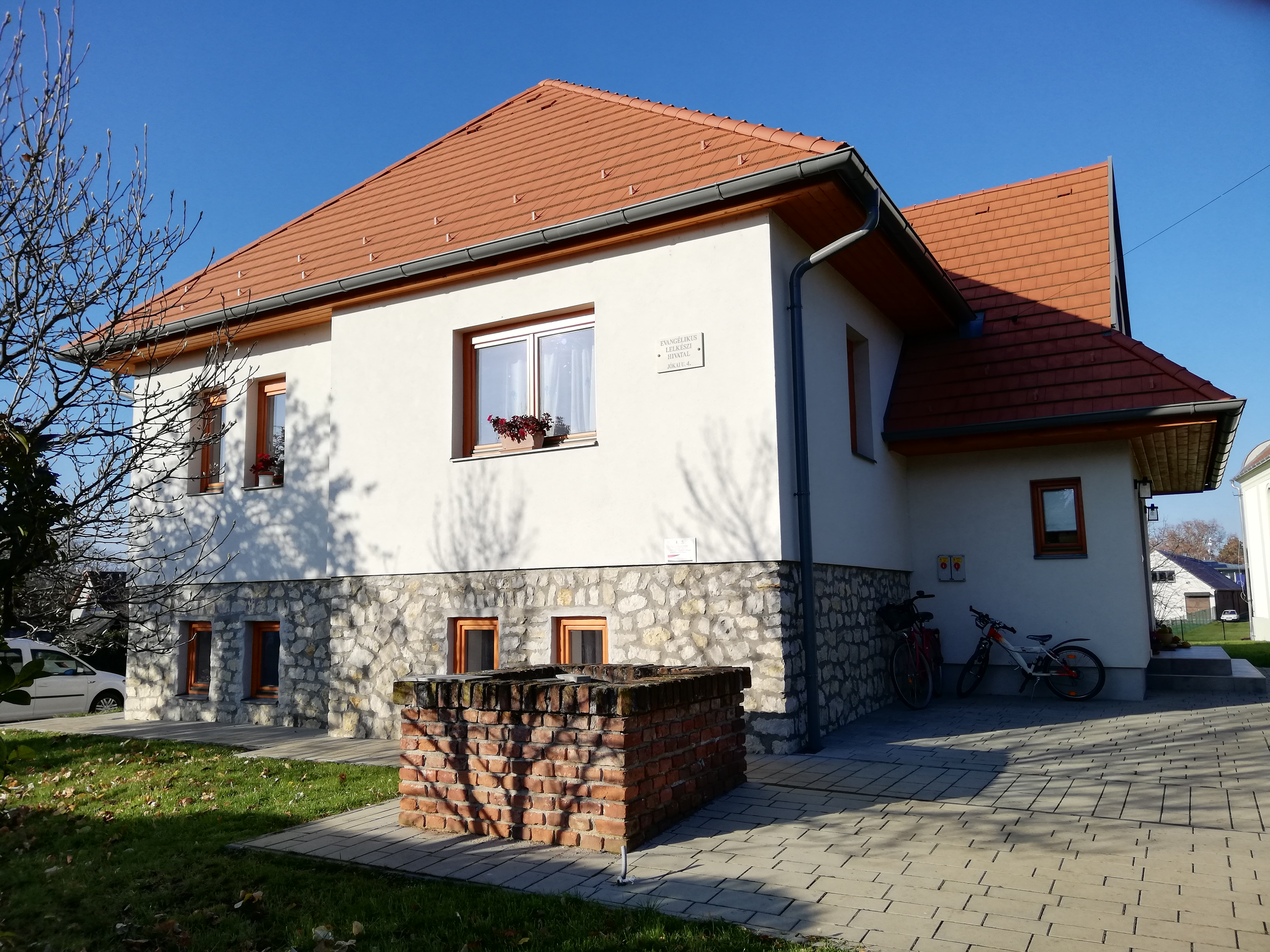
Bük, az evangélikus lelkészi hivatal épülete
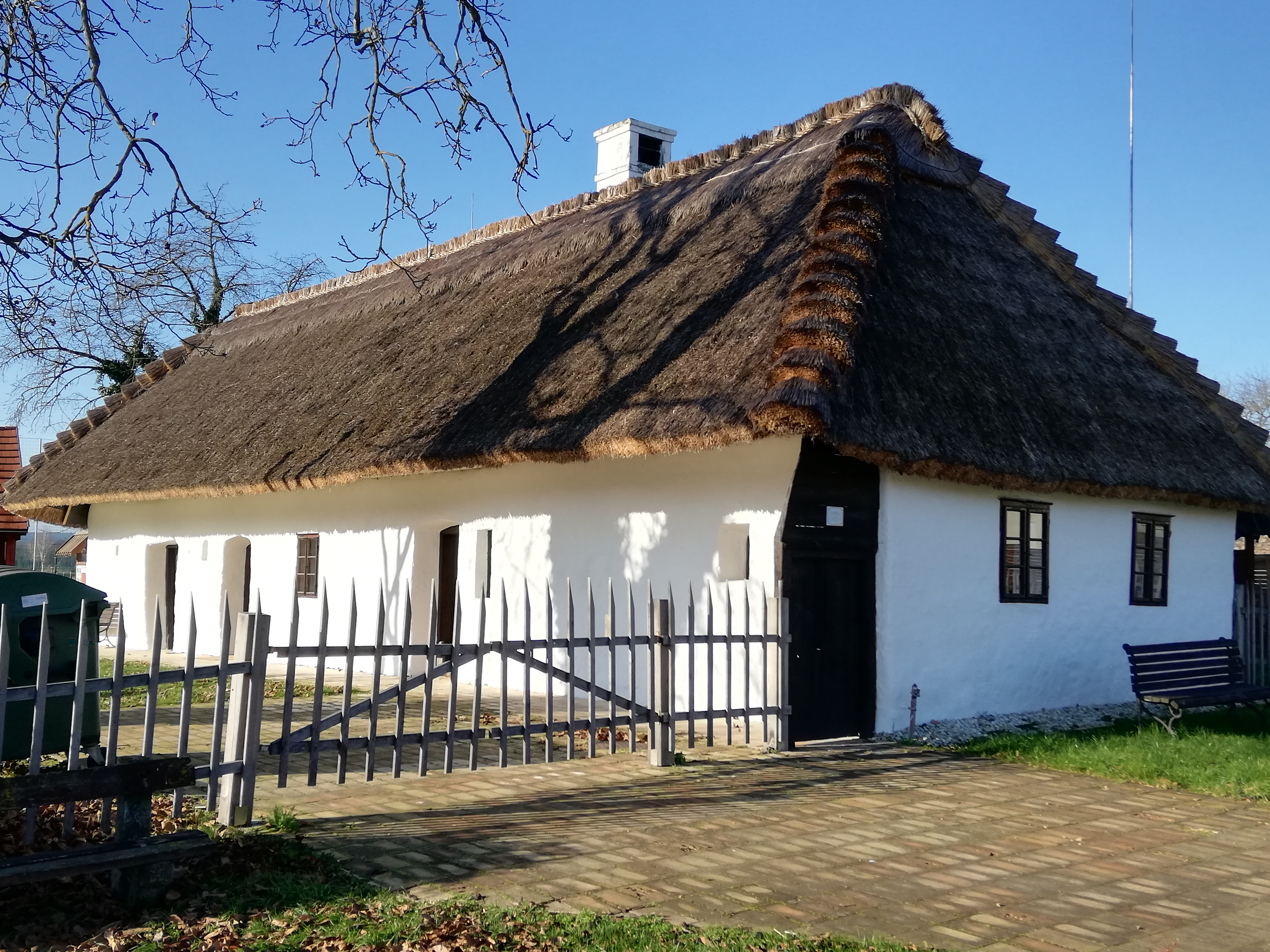
Bük Kóczán-ház
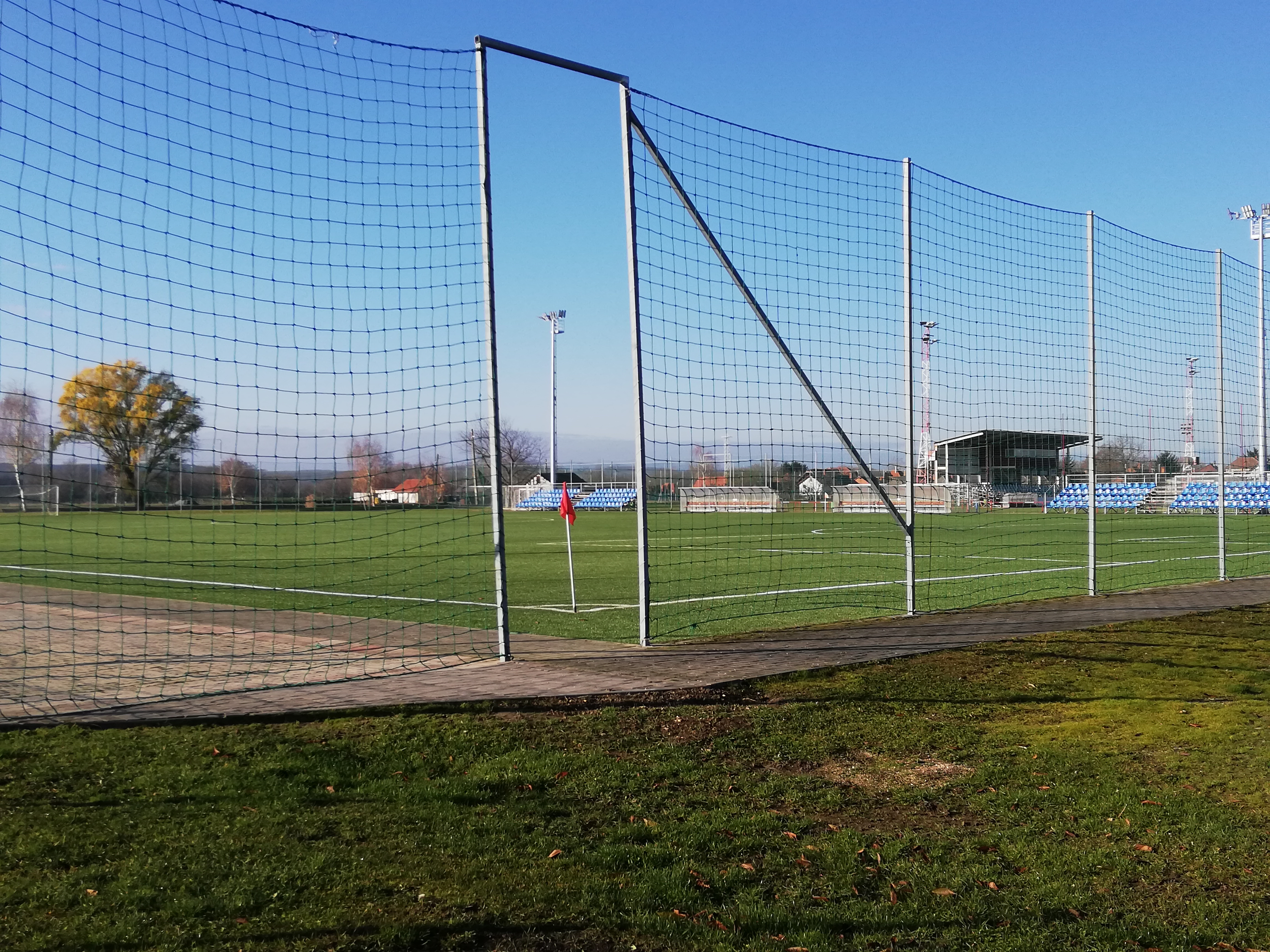
Bük, sporttelep
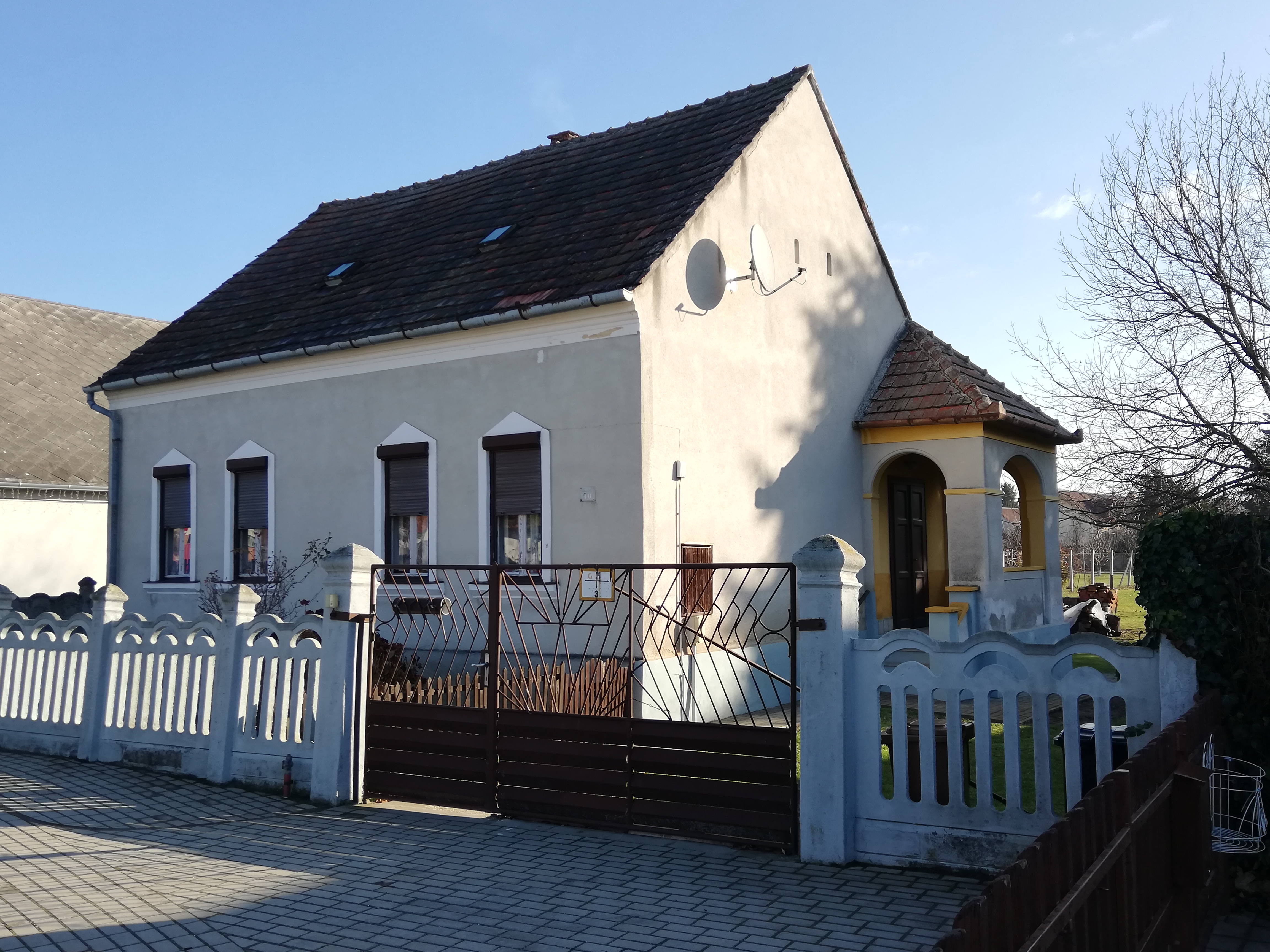
Bük, szépen felújított polgári lakóház
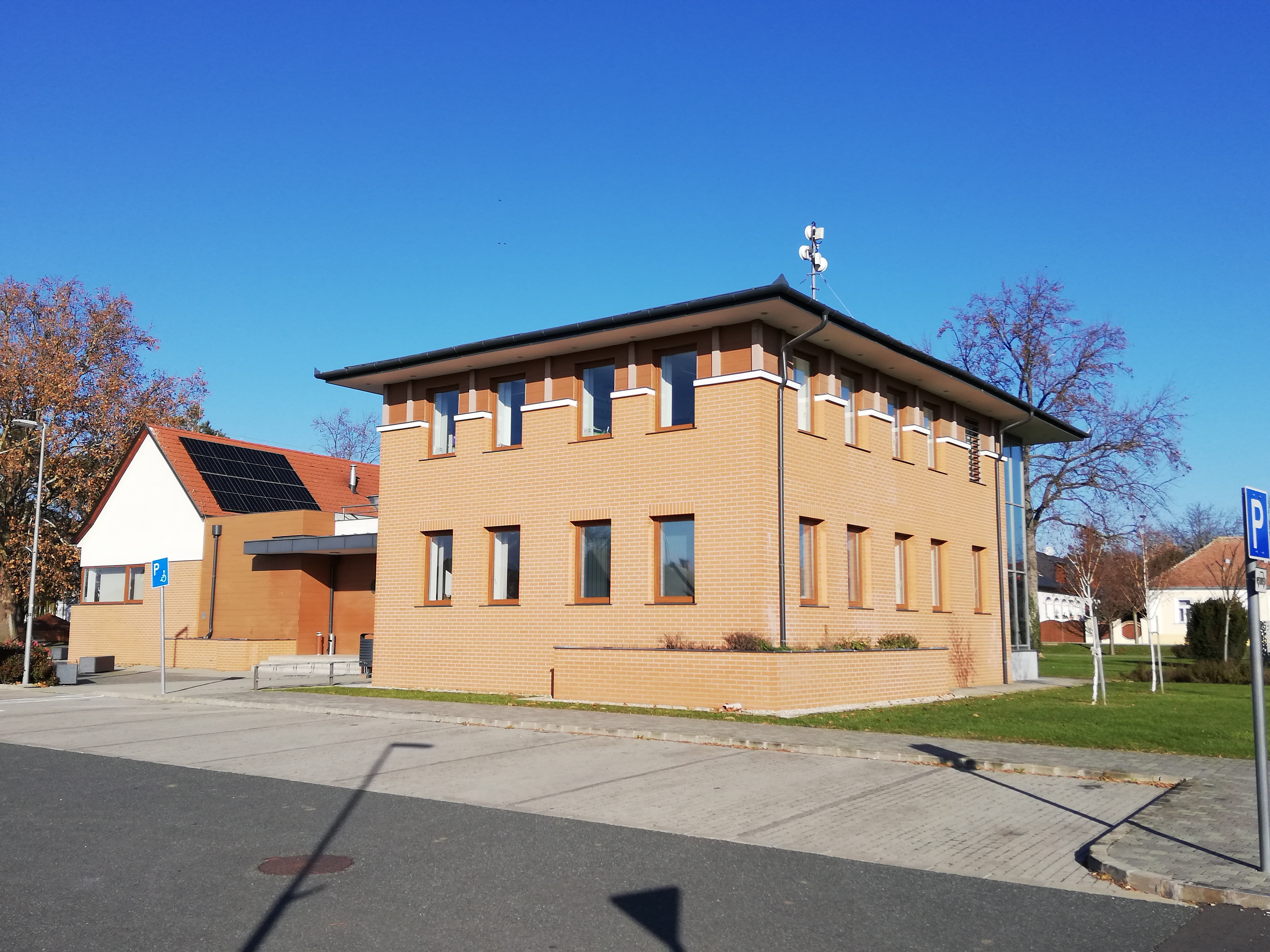
Bük, a városháza keleti szárnya
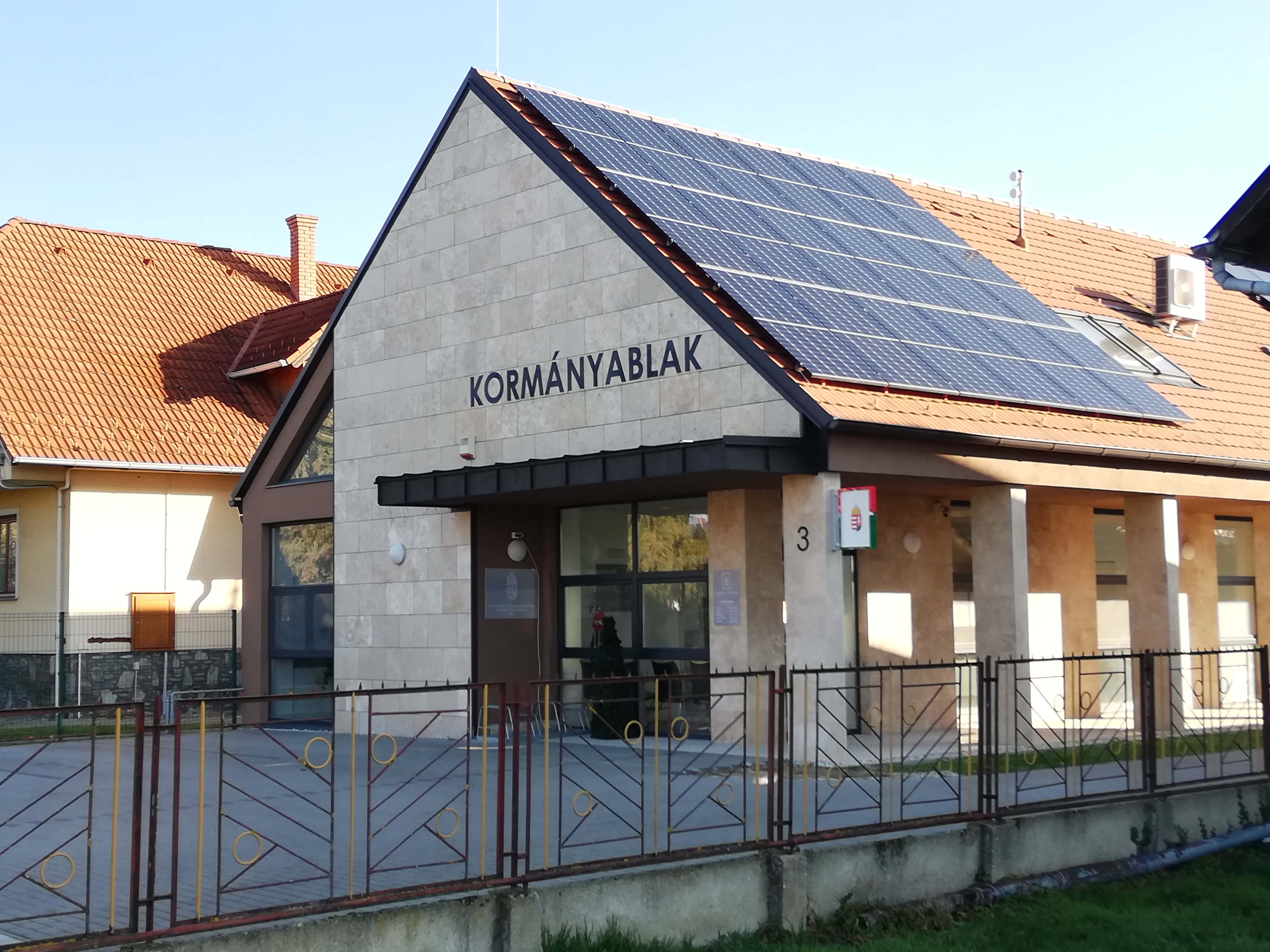
Bük, a kormányablak épülete
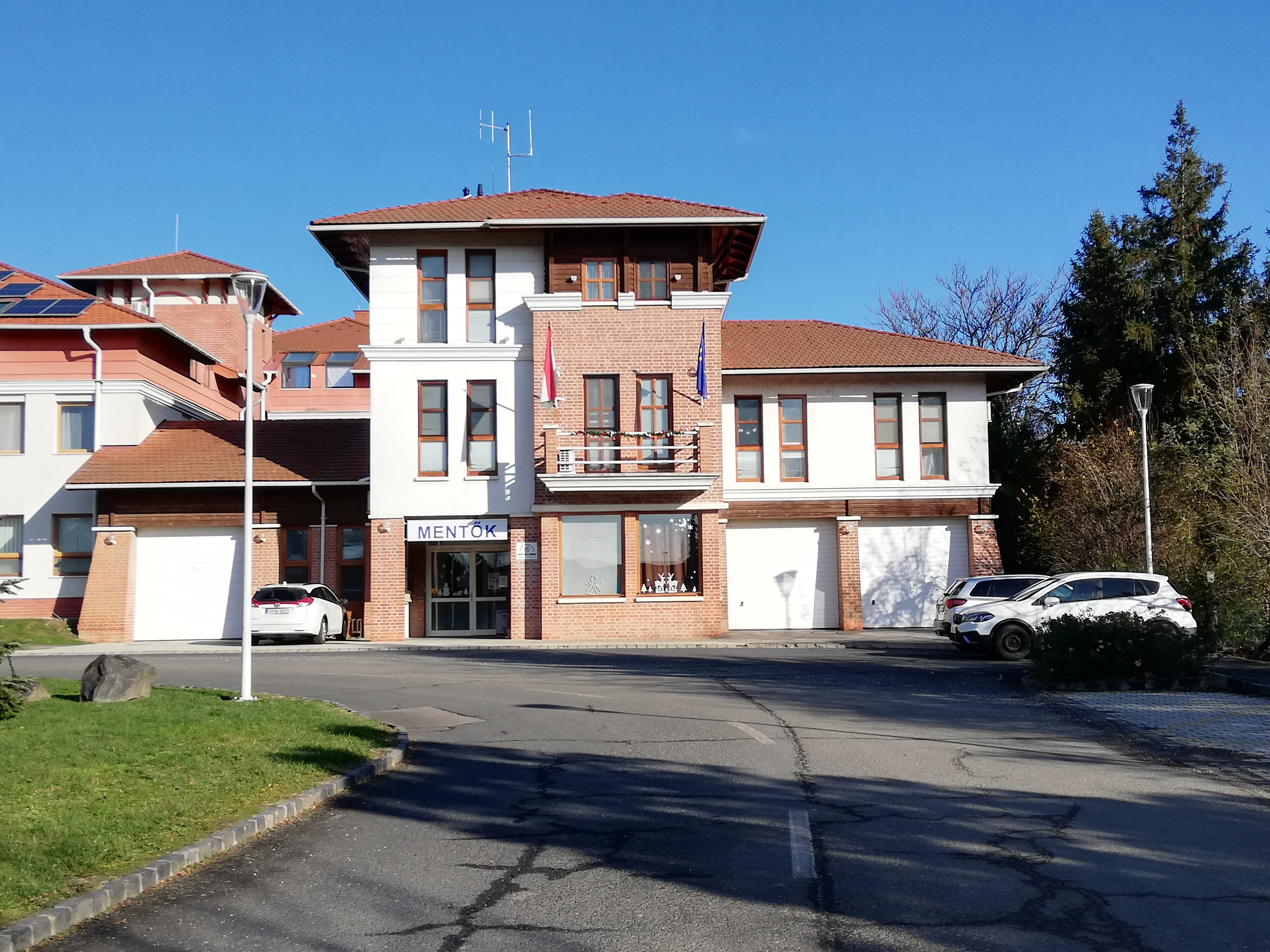
Bük, mentőállomás
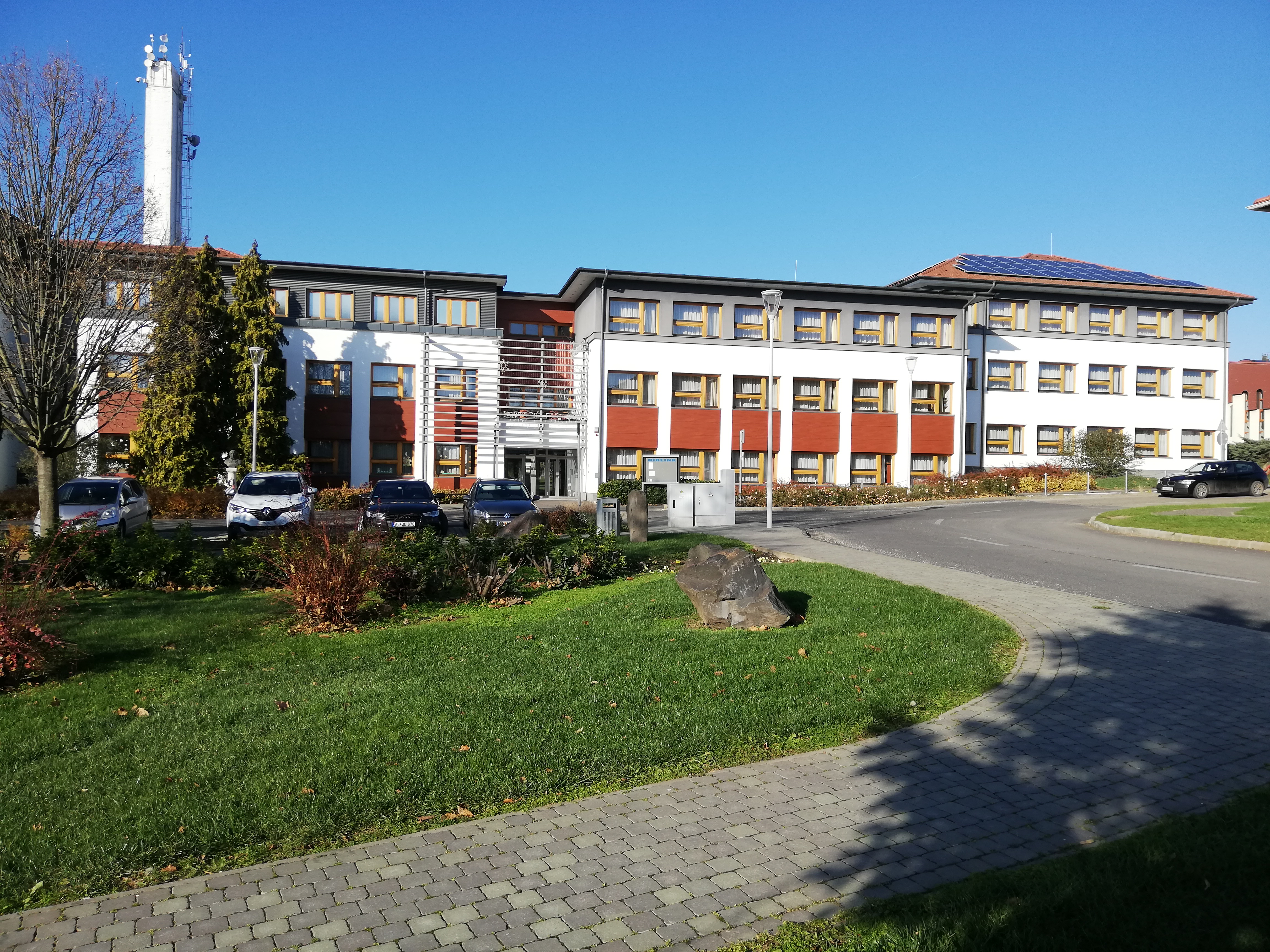
Bük, Felsőbüki Nagy Pál Iskola
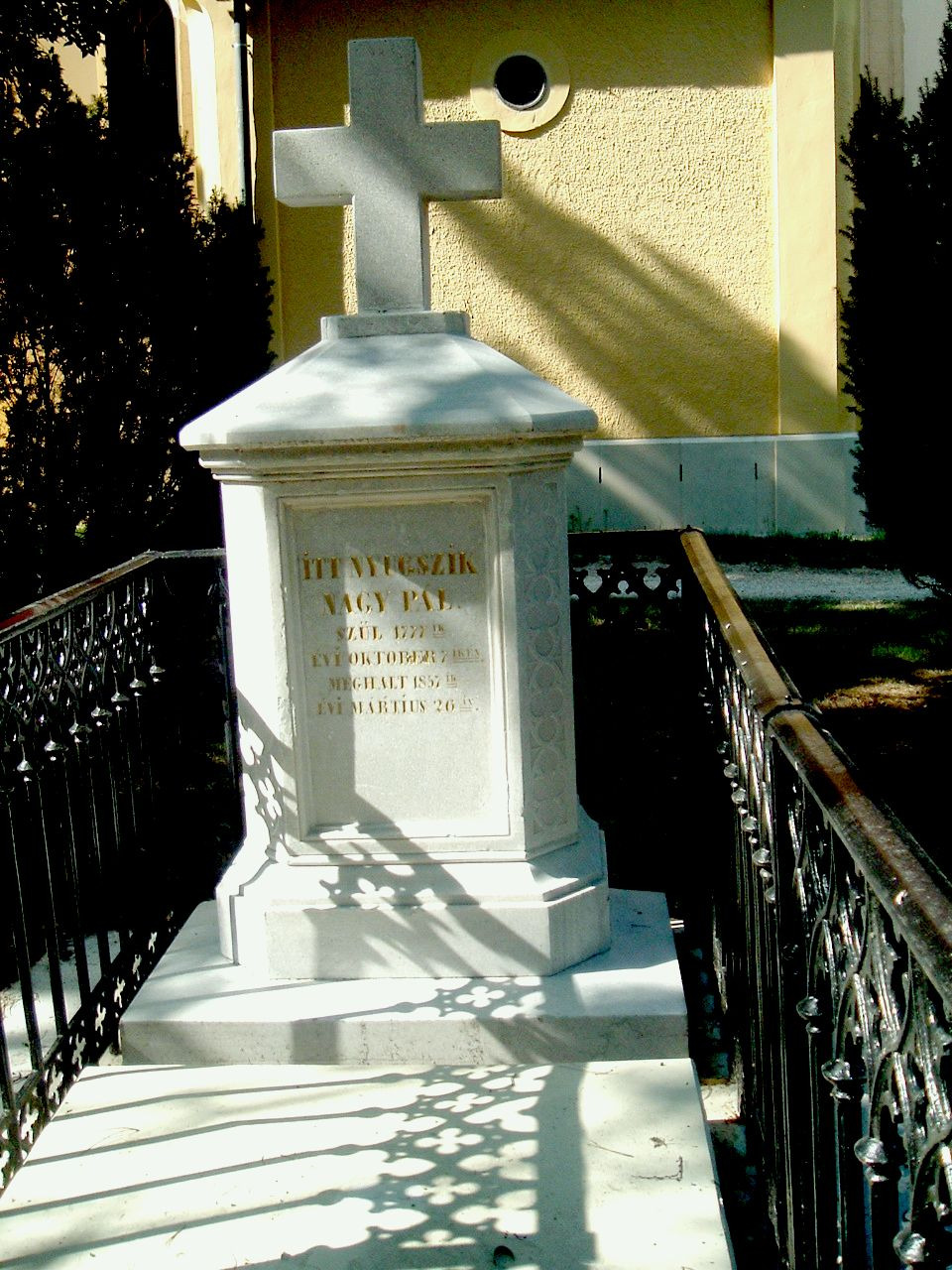
Felsőbüki Nagy Pál sírja
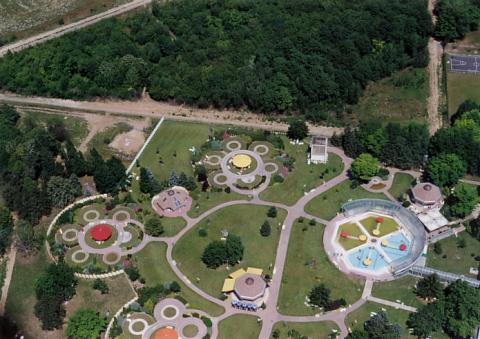
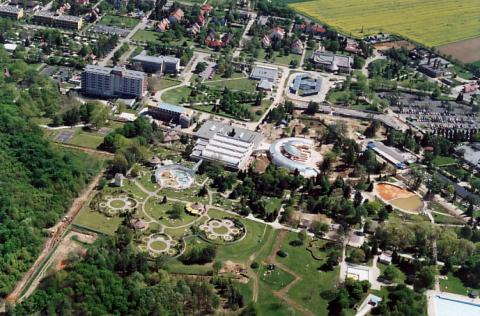
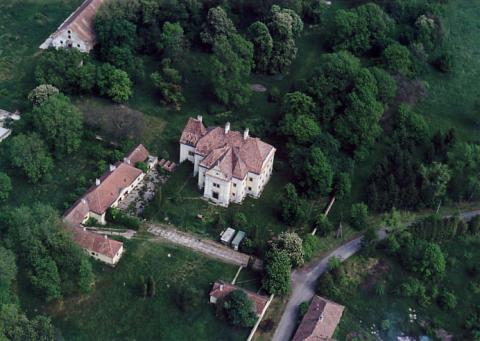
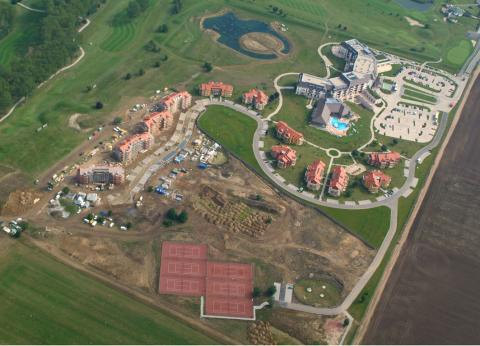

## Testvérvárosok
- Illingen, Németország
- Törökbálint, Magyarország